# Marta Zore
Marta Zore, slovenska pevka zabavne glasbe, skladateljica in saksofonistka, * 21. avgust 1964, Kranj. 
Dokončala je Srednjo glasbeno šolo v Ljubljani ter nadaljevala študij pri profesorici Olgi Gracelj. Kot solistka je bila zaposlena v Ljubljanski operi. 
Leta 1995 je zmagala na festivalu MMS s skladbo Še si tu. Leta 2014 je bila članica strokovne žirije na Slovenski popevki. 
Javno je podprla Slovensko demokratsko stranko.

## Zasebno življenje
Ima dve sestri, dve leti mlajšo Magdo in devet let mlajšo Rahelo.
Iz zakona z Miranom Juvanom ima sina Mihaela. Ločila se je, ko je imel sin osem mesecev.

## Diskografija

### Albumi
- Še si tu (1995)
- Povej mi, zakaj (1998)
- Nekje, kjer se je ustavil čas (2000)
- Svoja (2010)

| Leto | Album           | Skladbe |
| ---- | --------------- | --- |
| 1995 | Še si tu        | - Še si tu (Marta Zore/Miša Čermak/Miran Juvan) - Meni si življenje (Miran Juvan/Miša Čermak/Miran Juvan) - Večer (Marta Zore/Marta Zore, Miša Čermak/Marta Zore) - Sama (Jani Golob/Miša Čermak/Jani Golob) - Ob klicu slovesa (duet z Otom Pestnerjem) - On (Marta Zore, Miran Juvan/Miša Čermak/Miran Juvan) - Pozabil si na vse (Miran Juvan/Marta Zore, Miša Čermak/Miran Juvan) - Midva (Miran Juvan/Miša Čermak/Jože Privšek) - Ti (Matjaž Murko/Miša Čermak/Tomaž Kozlevčar) - Zdaj ga poznam (I Know Him So Well) - Ni te več (Miran Juvan/Miša Čermak/Jože Privšek) - Še si tu (karaoke - verzija brez vokala) |
| 1998 | Povej mi, zakaj | - Povej mi, zakaj (Marta Zore/Adi Smolar/Miran Juvan) - Le s teboj (Miran Juvan/Miša Čermak/Miran Juvan) - Ni mi žal (Sašo Fajon/Miša Čermak/Miran Juvan, Sašo Fajon) - Vse, kar sva bila (Sašo Fajon/Miša Čermak/Sašo Fajon) - Puščavnica (Marta Zore, Miran Juvan/Miran Juvan) - Ne bom (Miran Juvan/Miša Čermak/Sašo Fajon) - Pojdi z njo (Marta Zore/Miša Čermak/Miran Juvan) - Pesem je vse, kar sem (Miran Juvan/Miša Čermak/Sašo Fajon) - Funky (Marta Zore, Miran Juvan/Sašo Fajon) - Povej mi, zakaj (karaoke)                                                                                                  |

### Pesmi
- "Še si tu "
- "Povej mi, zakaj "
- "Ljubezen "
- "Le s teboj "
- "Vse, kar sva bila " (z Vilijem Resnikom)
- "Ni mi žal "
- "Čuj moj glas "
- "Pojdi z njo "
- "Ni te več "
- "Ne bom "

## Festivali

### Melodije morja in sonca
- 1988: Ti - nagrada strokovne žirije za najobetavnejšega izvajalca
- 1995: Še si tu (Marta Zore - Miša Čermak - Miran Juvan) - 1. mesto

### Jugoslavija na Pesmi Evrovizije
- 1989: Kadar sem sama (Tomaž Kozlevčar/Miša Čermak/Emil Spruk) (Caffe, Mojca in Marta)

### EMA
- 1996: Pojdi z njo (Marta Zore - Miša Čermak) - 3. mesto (74 točk)